# Карандеев, Виссарион Виссарионович
Виссарион Виссарионович Карандеев (5 (17) февраля 1878, Москва — 16 (29) апреля 1916, Каменец-Подольский) — русский минералог и кристаллограф, гласный Сапожковского уездного Земского Собрания. Приват-доцент кафедры минералогии Московского университета (1910—1911). Профессор минералогии и кристаллографии Московских высших женских курсов (1910—1916).

## Биография
Происходил из потомственных дворян. Отец Виссарион Виссарионочи Карандеев старший (ум. 1912)  - гласный Сапожковского уездного Земского Собрания. 
В 1897 году окончил с золотой медалью пятую Московскую гимназию. В том же году поступил на естественное отделение физико-математического факультета Московского университета. В 1903 году окончил университет по кафедре минералогии с дипломом первой степени. Его учителем был академик Владимир Иванович Вернадский.
Был оставлен при университете; сначала был ассистентом, с 1910 года — приват-доцентом кафедры минералогии; организовал лабораторию термического анализа. Читал лекции по минералогии и кристаллооптике. В 1911 году вместе с В. И. Вернадским покинул университет после акции протеста против нарушения прав высшей школы («дело Кассо»).
С 1910 года до конца жизни был профессором Московских высших женских курсов. В 1915 году ушёл на фронт как представитель Всероссийского земского союза.
Умер в Каменце-Подольском от сыпного тифа. Некролог В. И. Вернадского «Памяти В. В. Карандеева» был напечатан в газете «Речь». 9 мая 1916 года.
После его смерти кафедру минералогии и кристаллографии на Московских высших женских курсах возглавил Г. В. Вульф.
В 1916 году земское училище в деревне Отрада, было названо именем В.В. Карандеева старшего и В.В. Карандеева младшего.

## Научная деятельность
Опубликовал 12 научных работ. Основной интерес его был направлен на изучение оптических свойств в кристаллах и на термический анализ. Изучал вращение плоскости поляризации двухосных кристаллов и сконструировал специальный прибор для наблюдения за этим явлением.
Лекции по минералогии строил с учетом достижений в области физической химии. Рассматривал минералогию как химию земной коры, а минерал — как продукт сложного химического процесса, который освещал с точки зрения законов физической химии.